# Mistrzostwa Świata w Piłce Siatkowej Kobiet 2018 (eliminacje strefy NORCECA)
Eliminacje strefy NORCECA do Mistrzostw Świata w Piłce Siatkowej Kobiet 2018 odbywały się w trzech rundach kwalifikacyjnych i brało w nich udział 40 reprezentacji. Eliminacje wyłoniły 6 zespołów, które awansowały do Mistrzostw Świata w Piłce Siatkowej Kobiet 2018. Eliminacje były ściśle związane z Mistrzostwami Ameryki Północnej, Środkowej i Karaibów w Piłce Siatkowej Kobiet 2017: dwie pierwsze rundy kwalifikacyjne to również eliminacje do tych mistrzostw, natomiast trzecia runda to sam turniej finałowy Mistrzostw NORCECA 2017.
Reprezentacja Stanów Zjednoczonych, jako aktualny Mistrz Świata, otrzymała automatyczną kwalifikację na Mistrzostwa Świata 2018.

## Uczestnicy
W eliminacjach uczestniczyło 40 z 42 członków federacji NORCECA. Sześć najwyżej sklasyfikowanych drużyn wg Rankingu NORCECA Reprezentacji Seniorskich Kobiet z dnia 1 stycznia 2016 r. automatycznie awansowało do Mistrzostw Ameryki Północnej, Środkowej i Karaibów w Piłce Siatkowej Kobiet 2017. Rozpoczęcie eliminacji od pierwszej lub drugiej rundy pozostałych drużyn, podzielonych wg regionalnych federacji, równieżbyło zależne od pozycji w rankingu. Po dwie najwyżej sklasyfikowane zespoły z federacji CAZOVA i ECVA rozpoczęły rozgrywki od drugiej rundy, wszystkie pozostałe drużyny – od pierwszej.
W nawiasach podano pozycję w Rankingu NORCECA Reprezentacji Seniorskich Kobiet z dnia 1 stycznia 2016 r.
| Miejsca 1-6 rozpoczynają od Mistrzostw NORCECA 2017                       | CAZOVA rozpoczynają od II rundy | ECVA rozpoczynają od II rundy | AFECAVOL rozpoczynają od I rundy                                                 |
| ------------------------------------------------------------------------- | --- | --- | -------------------------------------------------------------------------------- |
| Dominikana (2) Portoryko (3) Kuba (4) Kanada (5) Meksyk (6) Kostaryka (7) | Trynidad i Tobago (8) Jamajka (11) | Saint Lucia (15) Dominika (17) | Nikaragua (9) Panama (10) Gwatemala (12) Honduras (14) Salwador (16) Belize (22) |
| Dominikana (2) Portoryko (3) Kuba (4) Kanada (5) Meksyk (6) Kostaryka (7) | CAZOVA rozpoczynają od I rundy | ECVA rozpoczynają od I rundy | Nikaragua (9) Panama (10) Gwatemala (12) Honduras (14) Salwador (16) Belize (22) |
| Dominikana (2) Portoryko (3) Kuba (4) Kanada (5) Meksyk (6) Kostaryka (7) | Barbados (13) Surinam (20) Gwadelupa (21) Bahamy (24) Haiti (25) Wyspy Dziewicze Stanów Zjednoczonych (26) Curaçao (27) Aruba (34) Bonaire (36) Kajmany (37) Martynika (38) Turks i Caicos (41) | Saint Kitts i Nevis (18) Antigua i Barbuda (19) Brytyjskie Wyspy Dziewicze (23) Sint Eustatius (28) Saint-Martin (29) Sint Maarten (30) Saint Vincent i Grenadyny (31) Anguilla (32) Grenada (33) Bermudy (35) Montserrat (39) Saba (40) | Nikaragua (9) Panama (10) Gwatemala (12) Honduras (14) Salwador (16) Belize (22) |

## Pierwsza runda kwalifikacyjna

### CAZOVA
Członkowie CAZOVA, oprócz dwóch najwyżej sklasyfikowanych w rankingu NORCECA, zostali rozdzieleni do trzech czterozespołowych grup metodą serpentyny wg pozycji w rankingu. Skład grup ustalano biorąc także pod uwagę – tak bardzo jak było to możliwe – położenie geograficzne poszczególnych państw. Skład grup:
| Grupa A                                   | Grupa B        | Grupa C        |
| ----------------------------------------- | -------------- | -------------- |
| Barbados (13)                             | Surinam (20)   | Gwadelupa (21) |
| Wyspy Dziewicze Stanów Zjednoczonych (26) | Haiti (25)     | Bahamy (24)    |
| Curaçao (27)                              | Aruba (34)     | Bonaire (36)   |
| Turks i Caicos (41)                       | Martynika (38) | Kajmany (37)   |

Z każdej grupy został wybrany gospodarz turnieju grupowego. Rozgrywki były prowadzone systemem kołowym, „każdy z każdym” bez meczów rewanżowych. Po dwie najlepsze drużyny z każdej grupy awansowały do drugiej rundy kwalifikacyjnej.

#### Wyniki

##### Grupa A
Ronald Charles Arena, Christiansted, Wyspy Dziewicze Stanów Zjednoczonych
     Awans do drugiej rundy kwalifikacyjnej
| Lp. | Drużyna                              | Mecze | Mecze | Mecze | Pkt | Małe punkty | Małe punkty | Małe punkty | Sety | Sety | Sety  |
| Lp. | Drużyna                              | M     | W     | P     | Pkt | zdob.       | str.        | ratio       | wyg. | prz. | ratio |
| --- | ------------------------------------ | ----- | ----- | ----- | --- | ----------- | ----------- | ----------- | ---- | ---- | ----- |
| 1   | Curaçao                              | 3     | 3     | 0     | 15  | 225         | 129         | 1.744       | 9    | 0    | MAX   |
| 2   | Wyspy Dziewicze Stanów Zjednoczonych | 3     | 2     | 1     | 10  | 213         | 148         | 1.439       | 6    | 3    | 2.000 |
| 3   | Barbados                             | 3     | 1     | 2     | 5   | 171         | 177         | 0.966       | 3    | 6    | 0.500 |
| 4   | Turks i Caicos                       | 3     | 0     | 3     | 0   | 70          | 225         | 0.311       | 0    | 9    | 0.000 |

Źródło: NORCECA
Punktacja: 3:0 – 5 pkt, 3:1 – 4 pkt, 3:2 – 3 pkt, 2:3 – 2 pkt, 1:3 – 1 pkt, 0:3 – 0 pkt
Zasady ustalania kolejności: 1. liczba zwycięstw, 2. liczba punktów, 3. stosunek małych punktów, 4. stosunek setów, 5. bilans w bezpośrednich meczach
| Data       | Godz. | Drużyna 1                            | Wynik | Drużyna 2      | 1     | 2     | 3     | 4 | 5 | Widzów | * |
| ---------- | ----- | ------------------------------------ | ----- | -------------- | ----- | ----- | ----- | - | - | ------ | - |
| 2016-08-06 | 17:00 | Curaçao                              | 3:0   | Turks i Caicos | 25:9  | 25:4  | 25:7  |   |   | 145    | 1 |
| 2016-08-06 | 19:00 | Wyspy Dziewicze Stanów Zjednoczonych | 3:0   | Barbados       | 25:14 | 25:21 | 25:15 |   |   | 145    | 2 |
| 2016-08-07 | 9:00  | Barbados                             | 0:3   | Curaçao        | 11:25 | 21:25 | 14:25 |   |   | 150    | 3 |
| 2016-08-07 | 11:00 | Wyspy Dziewicze Stanów Zjednoczonych | 3:0   | Turks i Caicos | 25:3  | 25:11 | 25:9  |   |   | 180    | 4 |
| 2016-08-07 | 17:00 | Barbados                             | 3:0   | Turks i Caicos | 25:14 | 25:5  | 25:8  |   |   | 160    | 5 |
| 2016-08-07 | 19:00 | Wyspy Dziewicze Stanów Zjednoczonych | 0:3   | Curaçao        | 22:25 | 20:25 | 21:25 |   |   | 300    | 6 |

##### Grupa B
Centro Deportivo Betico Croes, Oranjestad, Aruba
     Awans do drugiej rundy kwalifikacyjnej
| Lp. | Drużyna   | Mecze | Mecze | Mecze | Pkt | Małe punkty | Małe punkty | Małe punkty | Sety | Sety | Sety  |
| Lp. | Drużyna   | M     | W     | P     | Pkt | zdob.       | str.        | ratio       | wyg. | prz. | ratio |
| --- | --------- | ----- | ----- | ----- | --- | ----------- | ----------- | ----------- | ---- | ---- | ----- |
| 1   | Surinam   | 3     | 3     | 0     | 14  | 246         | 192         | 1.281       | 9    | 1    | 9.000 |
| 2   | Martynika | 3     | 2     | 1     | 7   | 261         | 267         | 0.978       | 6    | 6    | 1.000 |
| 3   | Haiti     | 3     | 1     | 2     | 7   | 239         | 239         | 1.000       | 5    | 6    | 0.833 |
| 4   | Aruba     | 3     | 0     | 3     | 0   | 220         | 268         | 0.821       | 2    | 9    | 0.222 |

Źródło: NORCECA
Punktacja: 3:0 – 5 pkt, 3:1 – 4 pkt, 3:2 – 3 pkt, 2:3 – 2 pkt, 1:3 – 1 pkt, 0:3 – 0 pkt
Zasady ustalania kolejności: 1. liczba zwycięstw, 2. liczba punktów, 3. stosunek małych punktów, 4. stosunek setów, 5. bilans w bezpośrednich meczach
| Data       | Godz. | Drużyna 1 | Wynik | Drużyna 2 | 1     | 2     | 3     | 4     | 5     | Widzów | * |
| ---------- | ----- | --------- | ----- | --------- | ----- | ----- | ----- | ----- | ----- | ------ | - |
| 2016-11-26 | 17:00 | Surinam   | 3:0   | Haiti     | 25:21 | 25:16 | 25:20 |       |       | 180    | 1 |
| 2016-11-26 | 19:00 | Aruba     | 1:3   | Martynika | 19:25 | 25:20 | 24:26 | 18:25 |       | 250    | 2 |
| 2016-11-27 | 9:00  | Surinam   | 3:0   | Martynika | 25:18 | 25:22 | 25:19 |       |       | 110    | 3 |
| 2016-11-27 | 11:00 | Aruba     | 0:3   | Haiti     | 16:25 | 18:25 | 24:26 |       |       | 210    | 4 |
| 2016-11-27 | 17:00 | Martynika | 3:2   | Haiti     | 17:25 | 25:19 | 25:23 | 23:25 | 16:14 | 250    | 5 |
| 2016-11-27 | 19:00 | Aruba     | 1:3   | Surinam   | 19:25 | 25:21 | 13:25 | 19:25 |       | 0      | 6 |

##### Grupa C
Clifton Hunter High School Sports Center, George Town, Kajmany
     Awans do drugiej rundy kwalifikacyjnej
| Lp. | Drużyna   | Mecze | Mecze | Mecze | Pkt | Małe punkty | Małe punkty | Małe punkty | Sety | Sety | Sety  |
| Lp. | Drużyna   | M     | W     | P     | Pkt | zdob.       | str.        | ratio       | wyg. | prz. | ratio |
| --- | --------- | ----- | ----- | ----- | --- | ----------- | ----------- | ----------- | ---- | ---- | ----- |
| 1   | Gwadelupa | 3     | 3     | 0     | 15  | 226         | 131         | 1.725       | 9    | 0    | MAX   |
| 2   | Bahamy    | 3     | 2     | 1     | 10  | 206         | 149         | 1.383       | 6    | 3    | 2.000 |
| 3   | Bonaire   | 3     | 1     | 2     | 5   | 150         | 198         | 0.758       | 3    | 6    | 0.500 |
| 4   | Kajmany   | 3     | 0     | 3     | 0   | 121         | 225         | 0.538       | 0    | 9    | 0.000 |

Źródło: NORCECA
Punktacja: 3:0 – 5 pkt, 3:1 – 4 pkt, 3:2 – 3 pkt, 2:3 – 2 pkt, 1:3 – 1 pkt, 0:3 – 0 pkt
Zasady ustalania kolejności: 1. liczba zwycięstw, 2. liczba punktów, 3. stosunek małych punktów, 4. stosunek setów, 5. bilans w bezpośrednich meczach
| Data       | Godz. | Drużyna 1 | Wynik | Drużyna 2 | 1     | 2     | 3     | 4 | 5 | Widzów | * |
| ---------- | ----- | --------- | ----- | --------- | ----- | ----- | ----- | - | - | ------ | - |
| 2016-11-12 | 17:00 | Gwadelupa | 3:0   | Bahamy    | 25:21 | 25:11 | 26:24 |   |   | 100    | 1 |
| 2016-11-12 | 19:00 | Kajmany   | 0:3   | Bonaire   | 12:25 | 15:25 | 21:25 |   |   | 150    | 2 |
| 2016-11-13 | 9:00  | Gwadelupa | 3:0   | Bonaire   | 25:14 | 25:14 | 25:10 |   |   | 50     | 3 |
| 2016-11-13 | 11:00 | Kajmany   | 0:3   | Bahamy    | 10:25 | 12:25 | 14:25 |   |   | 50     | 4 |
| 2016-11-13 | 17:00 | Bonaire   | 0:3   | Bahamy    | 16:25 | 10:25 | 11:25 |   |   | 100    | 5 |
| 2016-11-13 | 19:00 | Kajmany   | 0:3   | Gwadelupa | 14:25 | 7:25  | 16:25 |   |   | 100    | 6 |

### ECVA
Członkowie ECVA, oprócz dwóch najwyżej sklasyfikowanych w rankingu NORCECA, zostali rozdzieleni do trzech czterozespołowych grup metodą serpentyny wg pozycji w rankingu. Skład grup ustalano biorąc także pod uwagę – tak bardzo jak było to możliwe – położenie geograficzne poszczególnych państw. Skład grup:
| Grupa A                         | Grupa B                        | Grupa C                  |
| ------------------------------- | ------------------------------ | ------------------------ |
| Brytyjskie Wyspy Dziewicze (23) | Antigua i Barbuda (19)         | Saint Kitts i Nevis (18) |
| Sint Maarten (30)               | Saint Vincent i Grenadyny (31) | Sint Eustatius (28)      |
| Bermudy (35)                    | Grenada (33)                   | Saint-Martin (29)        |
| Anguilla (32)                   | Montserrat (39)*               | Saba (40)                |

*drużyna wycofała się przed rozpoczęciem rozgrywek
Z każdej grupy został wybrany gospodarz turnieju grupowego. Rozgrywki były przeprowadzane w dwóch etapach. Faza grupowa odbywała się w systemie kołowym, „każdy z każdym” bez meczów rewanżowych. W rundzie finałowej rozegrane zostały mecze o 1. i 3. miejsce w turnieju. Po dwie najlepsze drużyny z każdej grupy awansowały do drugiej rundy kwalifikacyjnej.

#### Wyniki

##### Grupa A
L. B. Scott Auditorium, Philipsburg, Sint Maarten
     Kwalifikacja do meczu finałowego
     Kwalifikacja do meczu o 3. miejsce
     Awans do drugiej rundy kwalifikacyjnej

###### Faza grupowa
| Lp. | Drużyna                    | Mecze | Mecze | Mecze | Pkt | Małe punkty | Małe punkty | Małe punkty | Sety | Sety | Sety  |
| Lp. | Drużyna                    | M     | W     | P     | Pkt | zdob.       | str.        | ratio       | wyg. | prz. | ratio |
| --- | -------------------------- | ----- | ----- | ----- | --- | ----------- | ----------- | ----------- | ---- | ---- | ----- |
| 1   | Sint Maarten               | 3     | 3     | 0     | 11  | 302         | 273         | 1.106       | 9    | 4    | 2.250 |
| 2   | Bermudy                    | 3     | 2     | 1     | 10  | 265         | 214         | 1.238       | 7    | 4    | 1.750 |
| 3   | Anguilla                   | 3     | 1     | 2     | 8   | 264         | 255         | 1.035       | 6    | 6    | 1.000 |
| 4   | Brytyjskie Wyspy Dziewicze | 3     | 0     | 3     | 1   | 159         | 248         | 0.641       | 1    | 9    | 0.111 |

Źródło: NORCECA NORCECA
Punktacja: 3:0 – 5 pkt, 3:1 – 4 pkt, 3:2 – 3 pkt, 2:3 – 2 pkt, 1:3 – 1 pkt, 0:3 – 0 pkt
Zasady ustalania kolejności: 1. liczba zwycięstw, 2. liczba punktów, 3. stosunek małych punktów, 4. stosunek setów, 5. bilans w bezpośrednich meczach
| Data       | Godz. | Drużyna 1                  | Wynik | Drużyna 2                  | 1     | 2     | 3     | 4     | 5     | Widzów | * |
| ---------- | ----- | -------------------------- | ----- | -------------------------- | ----- | ----- | ----- | ----- | ----- | ------ | - |
| 2016-08-06 | 9:00  | Sint Maarten               | 3:2   | Anguilla                   | 23:25 | 23:25 | 26:24 | 27:25 | 15:11 | 50     | 1 |
| 2016-08-06 | 11:00 | Brytyjskie Wyspy Dziewicze | 0:3   | Bermudy                    | 8:25  | 17:25 | 20:25 |       |       | 100    | 2 |
| 2016-08-06 | 18:00 | Sint Maarten               | 3:1   | Bermudy                    | 25:22 | 15:25 | 25:22 | 25:23 |       | 250    | 3 |
| 2016-08-06 | 20:00 | Brytyjskie Wyspy Dziewicze | 0:3   | Anguilla                   | 12:25 | 20:25 | 11:25 |       |       | 50     | 4 |
| 2016-08-07 | 9:00  | Anguilla                   | 1:3   | Bermudy                    | 25:23 | 18:25 | 20:25 | 16:25 |       | 50     | 5 |
| 2016-08-07 | 11:00 | Sint Maarten               | 3:1   | Brytyjskie Wyspy Dziewicze | 25:19 | 25:17 | 23:25 | 25:10 |       | 50     | 6 |

###### Mecz o 3. miejsce
| Data       | Godz. | Drużyna 1 | Wynik | Drużyna 2                  | 1     | 2     | 3     | 4     | 5 | Widzów | * |
| ---------- | ----- | --------- | ----- | -------------------------- | ----- | ----- | ----- | ----- | - | ------ | - |
| 2016-08-07 | 18:00 | Anguilla  | 3:1   | Brytyjskie Wyspy Dziewicze | 25:11 | 28:30 | 25:11 | 25:12 |   | 50     | 7 |

###### Mecz o 1. miejsce
| Data       | Godz. | Drużyna 1    | Wynik | Drużyna 2 | 1     | 2     | 3     | 4     | 5 | Widzów | * |
| ---------- | ----- | ------------ | ----- | --------- | ----- | ----- | ----- | ----- | - | ------ | - |
| 2016-08-07 | 20:00 | Sint Maarten | 1:3   | Bermudy   | 25:21 | 13:25 | 16:25 | 18:25 |   | 200    | 8 |

###### Klasyfikacja końcowa
| Miejsce | Reprezentacja              |
| ------- | -------------------------- |
| 1.      | Bermudy                    |
| 2.      | Sint Maarten               |
| 3.      | Anguilla                   |
| 4.      | Brytyjskie Wyspy Dziewicze |

##### Grupa B
YMCA Sport Complex, Saint John’s, Antigua i Barbuda
Reprezentacja Montserratu wycofała się z rozgrywek, w związku z czym w grupie tej grały 3 drużyny, zrezygnowano także z meczu o 3. miejsce.
     Kwalifikacja do meczu finałowego
     Awans do drugiej rundy kwalifikacyjnej

###### Faza grupowa
| Lp. | Drużyna                   | Mecze | Mecze | Mecze | Pkt | Małe punkty | Małe punkty | Małe punkty | Sety | Sety | Sety  |
| Lp. | Drużyna                   | M     | W     | P     | Pkt | zdob.       | str.        | ratio       | wyg. | prz. | ratio |
| --- | ------------------------- | ----- | ----- | ----- | --- | ----------- | ----------- | ----------- | ---- | ---- | ----- |
| 1   | Antigua i Barbuda         | 2     | 2     | 0     | 9   | 174         | 138         | 1.261       | 6    | 1    | 6.000 |
| 2   | Grenada                   | 2     | 1     | 1     | 6   | 162         | 153         | 1.059       | 4    | 3    | 1.333 |
| 3   | Saint Vincent i Grenadyny | 2     | 0     | 2     | 0   | 105         | 150         | 0.700       | 0    | 6    | 0.000 |

Źródło: NORCECA
Punktacja: 3:0 – 5 pkt, 3:1 – 4 pkt, 3:2 – 3 pkt, 2:3 – 2 pkt, 1:3 – 1 pkt, 0:3 – 0 pkt
Zasady ustalania kolejności: 1. liczba zwycięstw, 2. liczba punktów, 3. stosunek małych punktów, 4. stosunek setów, 5. bilans w bezpośrednich meczach
| Data       | Godz. | Drużyna 1                 | Wynik | Drużyna 2                 | 1     | 2     | 3     | 4     | 5 | Widzów | * |
| ---------- | ----- | ------------------------- | ----- | ------------------------- | ----- | ----- | ----- | ----- | - | ------ | - |
| 2016-09-09 | 9:00  | Antigua i Barbuda         | 3:1   | Grenada                   | 24:26 | 25:21 | 25:19 | 25:21 |   | 150    | 1 |
| 2016-09-09 | 11:00 | Saint Vincent i Grenadyny | 0:3   | Grenada                   | 16:25 | 19:25 | 19:25 |       |   | 50     | 2 |
| 2016-09-10 | 18:00 | Antigua i Barbuda         | 3:0   | Saint Vincent i Grenadyny | 25:19 | 25:11 | 25:21 |       |   | 100    | 3 |

###### Mecz o 1. miejsce
| Data       | Godz. | Drużyna 1         | Wynik | Drużyna 2 | 1     | 2     | 3     | 4 | 5 | Widzów | * |
| ---------- | ----- | ----------------- | ----- | --------- | ----- | ----- | ----- | - | - | ------ | - |
| 2016-09-10 | 20:00 | Antigua i Barbuda | 3:0   | Grenada   | 25:13 | 25:13 | 27:25 |   |   | 100    | 4 |

###### Klasyfikacja końcowa
| Miejsce | Reprezentacja             |
| ------- | ------------------------- |
| 1.      | Antigua i Barbuda         |
| 2.      | Grenada                   |
| 3.      | Saint Vincent i Grenadyny |

##### Grupa C
Galis Bay Matthew Francois Omnisports Auditorium, Marigot, Saint-Martin
     Kwalifikacja do meczu finałowego
     Kwalifikacja do meczu o 3. miejsce
     Awans do drugiej rundy kwalifikacyjnej
| Lp. | Drużyna             | Mecze | Mecze | Mecze | Pkt | Małe punkty | Małe punkty | Małe punkty | Sety | Sety | Sety  |
| Lp. | Drużyna             | M     | W     | P     | Pkt | zdob.       | str.        | ratio       | wyg. | prz. | ratio |
| --- | ------------------- | ----- | ----- | ----- | --- | ----------- | ----------- | ----------- | ---- | ---- | ----- |
| 1   | Saint-Martin        | 3     | 3     | 0     | 14  | 245         | 171         | 1.433       | 9    | 1    | 9.000 |
| 2   | Saint Kitts i Nevis | 3     | 2     | 1     | 11  | 231         | 157         | 1.471       | 7    | 3    | 2.333 |
| 3   | Sint Eustatius      | 3     | 1     | 2     | 5   | 181         | 189         | 0.958       | 3    | 6    | 0.500 |
| 4   | Saba                | 3     | 0     | 3     | 0   | 82          | 225         | 0.364       | 0    | 9    | 0.000 |

Źródło: NORCECA
Punktacja: 3:0 – 5 pkt, 3:1 – 4 pkt, 3:2 – 3 pkt, 2:3 – 2 pkt, 1:3 – 1 pkt, 0:3 – 0 pkt
Zasady ustalania kolejności: 1. liczba zwycięstw, 2. liczba punktów, 3. stosunek małych punktów, 4. stosunek setów, 5. bilans w bezpośrednich meczach

###### Faza grupowa
| Data       | Godz. | Drużyna 1           | Wynik | Drużyna 2           | 1     | 2     | 3     | 4     | 5 | Widzów | * |
| ---------- | ----- | ------------------- | ----- | ------------------- | ----- | ----- | ----- | ----- | - | ------ | - |
| 2016-10-29 | 9:00  | Saint-Martin        | 3:0   | Saba                | 25:10 | 25:6  | 25:14 |       |   | 50     | 1 |
| 2016-10-29 | 11:00 | Saint Kitts i Nevis | 3:0   | Sint Eustatius      | 25:20 | 25:18 | 25:8  |       |   | 50     | 2 |
| 2016-10-29 | 19:00 | Saba                | 0:3   | Sint Eustatius      | 10:25 | 15:25 | 14:25 |       |   | 50     | 3 |
| 2016-10-29 | 21:00 | Saint-Martin        | 3:1   | Saint Kitts i Nevis | 25:18 | 20:25 | 25:19 | 25:19 |   | 100    | 4 |
| 2016-10-30 | 9:00  | Saba                | 0:3   | Saint Kitts i Nevis | 5:25  | 5:25  | 3:25  |       |   | 50     | 5 |
| 2016-10-30 | 11:00 | Saint-Martin        | 3:0   | Sint Eustatius      | 25:22 | 25:18 | 25:20 |       |   | 75     | 6 |

##### Mecz o 3. miejsce
| Data       | Godz. | Drużyna 1 | Wynik | Drużyna 2      | 1     | 2     | 3    | 4 | 5 | Widzów | * |
| ---------- | ----- | --------- | ----- | -------------- | ----- | ----- | ---- | - | - | ------ | - |
| 2016-10-30 | 19:00 | Saba      | 0:3   | Sint Eustatius | 14:25 | 11:25 | 6:25 |   |   | 100    | 7 |

###### Mecz o 1. miejsce
| Data       | Godz. | Drużyna 1           | Wynik | Drużyna 2    | 1     | 2     | 3     | 4 | 5 | Widzów | * |
| ---------- | ----- | ------------------- | ----- | ------------ | ----- | ----- | ----- | - | - | ------ | - |
| 2016-10-30 | 21:00 | Saint Kitts i Nevis | 0:3   | Saint-Martin | 22:25 | 23:25 | 24:26 |   |   | 250    | 8 |

###### Klasyfikacja końcowa
| Miejsce | Reprezentacja       |
| ------- | ------------------- |
| 1.      | Saint-Martin        |
| 2.      | Saint Kitts i Nevis |
| 3.      | Sint Eustatius      |
| 4.      | Saba                |

### AFECAVOL
W rozgrywkach tej federacji brało udział 5 członków, czyli wszyscy oprócz Kostaryki (jako jedna z sześciu najlepszych drużyn wg rankingu NORCECA, uzyskała ona bezpośredni awans do Mistrzostw NORCECA 2017)..
Drużyny uczestniczące:
| Grupa A                                                                           |
| --------------------------------------------------------------------------------- |
| Nikaragua (9) Panama (10) Gwatemala (12) Honduras (14) Salwador (16) Belize (21)* |

*drużyna wycofała się przed rozpoczęciem rozgrywek
Gospodarzem turnieju została wybrana Nikaragua. Rozgrywki były prowadzone systemem kołowym, „każdy z każdym” bez meczów rewanżowych. Federacja ta nie przeprowadzała drugiej rundy kwalifikacyjnej: dwie najlepsze drużyny w grupie awansowały bezpośrednio do Mistrzostw NORCECA 2017.

#### Wyniki
Gimnasio del Instituto Nicaragüense de Deportes IND, Managua, Nikaragua
     Awans do Mistrzostw NORCECA 2017
| Lp. | Drużyna   | Mecze | Mecze | Mecze | Pkt | Małe punkty | Małe punkty | Małe punkty | Sety | Sety | Sety   |
| Lp. | Drużyna   | M     | W     | P     | Pkt | zdob.       | str.        | ratio       | wyg. | prz. | ratio  |
| --- | --------- | ----- | ----- | ----- | --- | ----------- | ----------- | ----------- | ---- | ---- | ------ |
| 1   | Nikaragua | 4     | 4     | 0     | 19  | 322         | 247         | 1.304       | 12   | 1    | 12.000 |
| 2   | Gwatemala | 4     | 3     | 1     | 13  | 309         | 283         | 1.092       | 9    | 5    | 1.800  |
| 3   | Panama    | 4     | 2     | 2     | 10  | 316         | 317         | 0.997       | 7    | 7    | 1.000  |
| 4   | Salwador  | 4     | 1     | 3     | 3   | 282         | 323         | 0.873       | 3    | 11   | 0.273  |
| 5   | Honduras  | 4     | 0     | 4     | 5   | 335         | 394         | 0.850       | 5    | 12   | 0.417  |

Źródło: NORCECA
Punktacja: 3:0 – 5 pkt, 3:1 – 4 pkt, 3:2 – 3 pkt, 2:3 – 2 pkt, 1:3 – 1 pkt, 0:3 – 0 pkt
Zasady ustalania kolejności: 1. liczba zwycięstw, 2. liczba punktów, 3. stosunek małych punktów, 4. stosunek setów, 5. bilans w bezpośrednich meczach
| Data       | Godz. | Drużyna 1 | Wynik | Drużyna 2 | 1     | 2     | 3     | 4     | 5    | Widzów | *  |
| ---------- | ----- | --------- | ----- | --------- | ----- | ----- | ----- | ----- | ---- | ------ | -- |
| 2016-11-30 | 17:00 | Panama    | 3:0   | Salwador  | 25:23 | 25:21 | 25:23 |       |      | 100    | 1  |
| 2016-11-30 | 19:30 | Gwatemala | 3:2   | Honduras  | 21:25 | 22:25 | 25:21 | 25:17 | 15:9 | 200    | 2  |
| 2016-12-01 | 17:00 | Salwador  | 0:3   | Gwatemala | 17:25 | 21:25 | 20:25 |       |      | 200    | 3  |
| 2016-12-01 | 19:30 | Nikaragua | 3:1   | Panama    | 25:20 | 20:25 | 27:25 | 25:16 |      | 350    | 4  |
| 2016-12-02 | 17:00 | Panama    | 0:3   | Gwatemala | 17:25 | 13:25 | 23:25 |       |      | 125    | 5  |
| 2016-12-02 | 19:30 | Nikaragua | 3:0   | Honduras  | 25:18 | 25:22 | 25:16 |       |      | 250    | 6  |
| 2016-12-03 | 17:00 | Honduras  | 2:3   | Salwador  | 25:20 | 21:25 | 26:24 | 18:25 | 8:15 | 250    | 7  |
| 2016-12-03 | 19:30 | Gwatemala | 0:3   | Nikaragua | 22:25 | 15:25 | 14:25 |       |      | 500    | 8  |
| 2016-12-04 | 17:00 | Honduras  | 1:3   | Panama    | 29:27 | 13:25 | 19:25 | 23:25 |      | 250    | 9  |
| 2016-12-04 | 19:00 | Salwador  | 0:3   | Nikaragua | 10:25 | 22:25 | 22:25 |       |      | 500    | 10 |

## Druga runda kwalifikacyjna

### CAZOVA
Runda ta była połączona z Mistrzostwami Strefy CAZOVA 2017. W rundzie tej do sześciu drużyn awansujących z pierwszej rundy dołączyły dwa najwyżej sklasyfikowane w rankingu NORCECA zespoły CAZOVA: Trynidad i Tobago oraz Jamajka. Wszystkie drużyny zostały rozdzielone na dwie czterozespołowe grupy metodą serpentyny wg pozycji w Rankingu NORCECA z 1 stycznia 2016r.:
| Grupa D               | Grupa E                                   |
| --------------------- | ----------------------------------------- |
| Trynidad i Tobago (8) | Jamajka (11)                              |
| Gwadelupa (21)        | Surinam (20)                              |
| Bahamy (24)           | Curaçao (27)                              |
| Martynika (38)        | Wyspy Dziewicze Stanów Zjednoczonych (26) |

W nawiasach poda pozycję w Rankingu NORCECA
Gospodarzem turnieju wybrano Jamajkę. Rozgrywki były przeprowadzone w dwóch etapach. Faza grupowa odbywała w systemie kołowym, „każdy z każdym” bez meczów rewanżowych. Zwycięzcy grup zostały rozstawione w półfinałach, zespoły z 2. i 3. miejsc w swoich grupach utworzyły pary ćwierćfinałowe, których zwycięzcy zagrali w półfinałach. Drużyny z 4. miejsc w swoich grupach zagrali mecz o 7. miejsce, przegrani ćwierćfinałów - o 5. miejsce, przegrani półfinałów - o 3. miejsce a zwycięzcy półfinałów - o 1. miejsce. Dwie najlepsze reprezentacje w końcowej klasyfikacji awansowały na Mistrzostwa NORCECA 2017.

#### Wyniki
National Indoor Sports Centre, Kingston, Jamajka
     Kwalifikacja do półfinału
     Kwalifikacja do ćwierćfinału
     Kwalifikacja do meczu o 7. miejsce

##### Faza grupowa

###### Grupa D
| Lp. | Drużyna           | Mecze | Mecze | Mecze | Pkt | Małe punkty | Małe punkty | Małe punkty | Sety | Sety | Sety  |
| Lp. | Drużyna           | M     | W     | P     | Pkt | zdob.       | str.        | ratio       | wyg. | prz. | ratio |
| --- | ----------------- | ----- | ----- | ----- | --- | ----------- | ----------- | ----------- | ---- | ---- | ----- |
| 1   | Trynidad i Tobago | 3     | 3     | 0     | 15  | 225         | 133         | 1.692       | 9    | 0    | MAX   |
| 2   | Martynika         | 3     | 2     | 1     | 10  | 203         | 177         | 1.147       | 6    | 3    | 2.000 |
| 3   | Gwadelupa         | 3     | 1     | 2     | 5   | 169         | 202         | 0.837       | 3    | 6    | 0.500 |
| 4   | Bahamy            | 3     | 0     | 3     | 0   | 140         | 225         | 0.622       | 0    | 9    | 0.000 |

Źródło: NORCECA
Punktacja: 3:0 – 5 pkt, 3:1 – 4 pkt, 3:2 – 3 pkt, 2:3 – 2 pkt, 1:3 – 1 pkt, 0:3 – 0 pkt
Zasady ustalania kolejności: 1. liczba zwycięstw, 2. liczba punktów, 3. stosunek małych punktów, 4. stosunek setów, 5. bilans w bezpośrednich meczach
     awans do MŚ
| Data       | Godz. | Drużyna 1         | Wynik | Drużyna 2 | 1     | 2     | 3     | 4 | 5 | Widzów | *  |
| ---------- | ----- | ----------------- | ----- | --------- | ----- | ----- | ----- | - | - | ------ | -- |
| 2017-07-26 | 13:00 | Martynika         | 3:0   | Bahamy    | 25:15 | 25:19 | 25:13 |   |   | 125    | 1  |
| 2017-07-26 | 18:00 | Trynidad i Tobago | 3:0   | Gwadelupa | 25:8  | 25:17 | 25:14 |   |   | 100    | 3  |
| 2017-07-27 | 13:00 | Gwadelupa         | 0:3   | Martynika | 23:25 | 19:25 | 13:25 |   |   | 100    | 5  |
| 2017-07-27 | 18:00 | Trynidad i Tobago | 3:0   | Bahamy    | 25:14 | 25:9  | 25:18 |   |   | 150    | 7  |
| 2017-07-28 | 13:00 | Bahamy            | 0:3   | Gwadelupa | 22:25 | 11:25 | 19:25 |   |   | 100    | 9  |
| 2017-07-28 | 18:00 | Trynidad i Tobago | 3:0   | Martynika | 25:11 | 25:23 | 25:19 |   |   | 150    | 11 |

###### Grupa E
| Lp. | Drużyna                              | Mecze | Mecze | Mecze | Pkt | Małe punkty | Małe punkty | Małe punkty | Sety | Sety | Sety  |
| Lp. | Drużyna                              | M     | W     | P     | Pkt | zdob.       | str.        | ratio       | wyg. | prz. | ratio |
| --- | ------------------------------------ | ----- | ----- | ----- | --- | ----------- | ----------- | ----------- | ---- | ---- | ----- |
| 1   | Jamajka                              | 3     | 3     | 0     | 14  | 249         | 202         | 1.233       | 9    | 1    | 9.000 |
| 2   | Curaçao                              | 3     | 2     | 1     | 6   | 286         | 278         | 1.029       | 6    | 7    | 0.857 |
| 3   | Surinam                              | 3     | 1     | 2     | 8   | 264         | 262         | 1.008       | 6    | 6    | 1.000 |
| 4   | Wyspy Dziewicze Stanów Zjednoczonych | 3     | 0     | 3     | 2   | 209         | 266         | 0.786       | 2    | 9    | 0.222 |

Źródło: NORCECA
Punktacja: 3:0 – 5 pkt, 3:1 – 4 pkt, 3:2 – 3 pkt, 2:3 – 2 pkt, 1:3 – 1 pkt, 0:3 – 0 pkt
Zasady ustalania kolejności: 1. liczba zwycięstw, 2. liczba punktów, 3. stosunek małych punktów, 4. stosunek setów, 5. bilans w bezpośrednich meczach
| Data       | Godz. | Drużyna 1                            | Wynik | Drużyna 2                            | 1     | 2     | 3     | 4     | 5     | Widzów | *  |
| ---------- | ----- | ------------------------------------ | ----- | ------------------------------------ | ----- | ----- | ----- | ----- | ----- | ------ | -- |
| 2017-07-26 | 15:00 | Surinam                              | 2:3   | Curaçao                              | 25:23 | 19:25 | 25:21 | 19:25 | 11:15 | 125    | 2  |
| 2017-07-26 | 20:00 | Jamajka                              | 3:0   | Wyspy Dziewicze Stanów Zjednoczonych | 25:16 | 25:18 | 25:17 |       |       | 200    | 4  |
| 2017-07-27 | 15:00 | Wyspy Dziewicze Stanów Zjednoczonych | 0:3   | Surinam                              | 23:25 | 9:25  | 22:25 |       |       | 150    | 6  |
| 2017-07-27 | 20:00 | Jamajka                              | 3:0   | Curaçao                              | 25:20 | 25:20 | 25:21 |       |       | 100    | 8  |
| 2017-07-28 | 15:00 | Curaçao                              | 3:2   | Wyspy Dziewicze Stanów Zjednoczonych | 25:15 | 32:34 | 19:25 | 25:21 | 15:9  | 150    | 10 |
| 2017-07-28 | 20:00 | Jamajka                              | 3:1   | Surinam                              | 25:21 | 23:25 | 26:24 | 25:20 |       | 225    | 12 |

##### Faza finałowa

###### Mecz o 7. miejsce
| Data       | Godz. | Drużyna 1 | Wynik | Drużyna 2                            | 1     | 2     | 3     | 4     | 5 | Widzów | *  |
| ---------- | ----- | --------- | ----- | ------------------------------------ | ----- | ----- | ----- | ----- | - | ------ | -- |
| 2017-07-19 | 15:00 | Bahamy    | 1:3   | Wyspy Dziewicze Stanów Zjednoczonych | 25:20 | 13:25 | 16:25 | 18:25 |   | 0      | 13 |

###### Ćwierćfinały
| Data       | Godz. | Drużyna 1 | Wynik | Drużyna 2 | 1     | 2     | 3     | 4     | 5     | Widzów | *  |
| ---------- | ----- | --------- | ----- | --------- | ----- | ----- | ----- | ----- | ----- | ------ | -- |
| 2017-07-29 | 18:00 | Martynika | 1:3   | Surinam   | 22:25 | 23:25 | 33:31 | 21:25 |       | 100    | 14 |
| 2017-07-09 | 20:00 | Curaçao   | 2:3   | Gwadelupa | 25:15 | 18:25 | 25:21 | 22:25 | 12:15 | 100    | 15 |

###### Mecz o 5. miejsce
| Data       | Godz. | Drużyna 1 | Wynik | Drużyna 2 | 1     | 2     | 3     | 4 | 5 | Widzów | *  |
| ---------- | ----- | --------- | ----- | --------- | ----- | ----- | ----- | - | - | ------ | -- |
| 2017-07-30 | 15:00 | Martynika | 0:3   | Curaçao   | 19:25 | 20:25 | 21:25 |   |   | 50     | 16 |

###### Półfinały
| Data       | Godz. | Drużyna 1         | Wynik | Drużyna 2 | 1     | 2     | 3     | 4     | 5 | Widzów | *  |
| ---------- | ----- | ----------------- | ----- | --------- | ----- | ----- | ----- | ----- | - | ------ | -- |
| 2017-07-30 | 18:00 | Trynidad i Tobago | 3:1   | Surinam   | 21:25 | 25:17 | 25:16 | 25:14 |   | 100    | 17 |
| 2017-07-30 | 20:00 | Jamajka           | 3:0   | Gwadelupa | 25:18 | 25:12 | 25:19 |       |   | 150    | 18 |

###### Mecz o 3. miejsce
| Data       | Godz. | Drużyna 1 | Wynik | Drużyna 2 | 1     | 2     | 3     | 4     | 5 | Widzów | *  |
| ---------- | ----- | --------- | ----- | --------- | ----- | ----- | ----- | ----- | - | ------ | -- |
| 2017-07-31 | 16:00 | Surinam   | 3:1   | Gwadelupa | 25:15 | 24:26 | 25:17 | 25:22 |   | 75     | 19 |

###### Mecz o 1. miejsce
| Data       | Godz. | Drużyna 1         | Wynik | Drużyna 2 | 1     | 2     | 3     | 4 | 5 | Widzów | *  |
| ---------- | ----- | ----------------- | ----- | --------- | ----- | ----- | ----- | - | - | ------ | -- |
| 2017-07-31 | 18:00 | Trynidad i Tobago | 3:0   | Jamajka   | 25:12 | 25:16 | 25:10 |   |   | 250    | 20 |

###### Klasyfikacja końcowa
Awans do Mistrzostw NORCECA 2017
| Miejsce | Reprezentacja                        |
| ------- | ------------------------------------ |
| 1.      | Trynidad i Tobago                    |
| 2.      | Jamajka                              |
| 3.      | Surinam                              |
| 4.      | Gwadelupa                            |
| 5.      | Curaçao                              |
| 6.      | Martynika                            |
| 7.      | Wyspy Dziewicze Stanów Zjednoczonych |
| 8.      | Bahamy                               |

### ECVA
Runda ta miała być połączona z Mistrzostwami Strefy ECVA 2017 rozgrywanymi w dniach 6–11 września, których gospodarzem wybrano Antiguę i Barbudę. Z uwagi na skutki przejścia przez region Karaibów huraganu Irma, turniej został przełożony, a następnie odwołany.
W rundzie tej do sześciu drużyn awansujących z pierwszej rundy dołączyłyby dwa najwyżej sklasyfikowane w rankingu NORCECA zespoły ECVA: Saint Lucia oraz Dominika. Wszystkie drużyny miały zostać rozdzielone na dwie czterozespołowe grupy metodą serpentyny (biorąc pod uwagę wyniki z pierwszej rundy). Rozgrywki miały być przeprowadzone w dwóch etapach. Faza grupowa odbywałaby się w systemie kołowym, „każdy z każdym” bez meczów rewanżowych. Zwycięzcy grup zostaliby rozstawieni w półfinałach. Zespoły z 2. i 3. miejsc w swoich grupach utworzyłyby pary ćwierćfinałowe. Przegrani ćwierćfinałów mieli zagrać o 5. miejsce, przegrani półfinałów - o 3. miejsce, a zwycięzcy półfinałów - o 1. miejsce. Dwie najlepsze reprezentacje w końcowej klasyfikacji awansowałyby do Mistrzostw NORCECA 2017.
Saint Lucia pierwotnie miała wziąć udział w tym turnieju, jednak postanowiono przyznać jej awans na Mistrzostwa NORCECA bez konieczności uczestnictwa w Mistrzostwach ECVA, jako najwyżej sklasyfikowanej w Rankingu NORCECA drużynie federacji ECVA (15 miejsce).
Z uwagi na odwołanie turnieju kwalifikacyjnego, władze NORCECA postanowiły przyznać drugie miejsce premiowane awansem na mistrzostwa kontynentalne reprezentacji Dominiki, jako najwyżej sklasyfikowanej w Rankingu NORCECA drużynie spośród tych, które miały zagrać na Mistrzostwach ECVA (17 miejsce).

## Mistrzostwa NORCECA 2017
W Mistrzostwach NORCECA 2017 wzięło udział 12 reprezentacji: 6 automatycznie zakwalifikowanych jako najlepsze wg rankingu NORCECA (Dominikana, Portoryko, Kuba, Kanada, Meksyk i Kostaryka) oraz 6 wyłonionych na drodze eliminacji w poprzednich dwóch rundach.
Na Mistrzostwa Świata 2018 awansowały po 2 najlepsze zespoły z każdej z trzech grup.

### Grupa A
kwalifikacja do Mistrzostw Świata 2018
| Miejsce | Reprezentacja |
| ------- | ------------- |
| 1.      | Dominikana    |
| 2.      | Portoryko     |
| 3.      | Gwatemala     |
| 4.      | Jamajka       |

### Grupa B
kwalifikacja do Mistrzostw Świata 2018
| Miejsce | Reprezentacja |
| ------- | ------------- |
| 1.      | Kanada        |
| 2.      | Kuba          |
| 3.      | Nikaragua     |
| 4.      | Saint Lucia   |

### Grupa C
kwalifikacja do Mistrzostw Świata 2018
| Miejsce | Reprezentacja     |
| ------- | ----------------- |
| 1.      | Meksyk            |
| 2.      | Trynidad i Tobago |
| 3.      | Kostaryka         |
| 4.      | Dominika          |